# 陳義 (萬曆進士)
陳義（1560年—？），字克宜，號和廷，福建泉州府晉江縣人，軍籍，明朝政治人物。

## 生平
萬曆十年（1582年）壬午科福建鄉試二十一名，萬曆十四年（1586年）丙戌科會試一百二十四名，登三甲第七十二名。工部观政，任廣西臨桂縣知縣。

## 家族
曾祖陳欽仁，曾任榮壽；祖父陳華，曾任鄉賓；父陳良章，曾任生員。母徐氏；生母蔡氏。慈侍下。兄性温、性渊、性渾。弟陈荩、性沉、陈芹、性沛、陈芳、性澄、性滢。